# Федеральный исследовательский центр картофеля имени А. Г. Лорха
Федеральное государственное бюджетное научное учреждение «Федеральный исследовательский центр картофеля имени А. Г. Лорха» (ФГБНУ «ФИЦ картофеля имени А. Г. Лорха») — научное учреждение в области сельскохозяйственных наук (растениеводства картофеля и иных культур). Является правопреемником ФГБНУ «Всероссийский научно-исследовательских институт картофельного хозяйства имени А. Г. Лорха». Центр расположен в дачном поселке Красково в непосредственной близости к городу Люберцы (Московская область). Старейшее отраслевое научное учреждение России по культуре картофеля.

## Филиалы
В период реорганизации 2020—2022 гг. к ФГБНУ «ФИЦ картофеля имени А. Г. Лорха» были присоединены следующие научно-исследовательские институты и опытные станции в качестве филиалов:
- Ленинградский научно-исследовательский институт сельского хозяйства «Белогорка» (ЛенНИИСХ «Белогорка») (деревня Белогорка Ленинградской обл.)
- Калужский научно-исследовательский институт сельского хозяйства (село Калужская опытная сельскохозяйственная станция Калужской обл.)
- Костромской научно-исследовательский институт сельского хозяйства (Минское сельское поселение у села Минское Костромской обл.)
- Всероссийский научно-исследовательский институт крахмала и переработки крахмалсодержащего сырья (ВНИИК) (дачный посёлок Красково Московской обл.)
- Опытная станция «Заречная» (посёлок Ильинский Нижегородской обл.)

Опытная станция «Котласская» (деревня Курцево Архангельской обл.)

## История
ФГБНУ «Федеральный исследовательский центр картофеля имени А. Г. Лорха» является правопреемником ФГБНУ «Всероссийский научно-исследовательский институт картофельного хозяйства имени А. Г. Лорха».
Сам институт выступал правопреемником созданной в 1920 году Кореневской опытной станции по картофелю в посёлке Коренёво Московской области.
В 1930 году Кореневскую опытную станцию по картофелю решением коллегии Наркомзема СССР преобразовали в Научно-исследовательский институт картофелеводства.
В 1997 году институту решением Президиума Российской академии сельскохозяйственных наук было присвоено имя доктора сельскохозяйственных наук, героя труда СССР Александра Георгиевича Лорха.
В 2020 году ФГБНУ «Всероссийский научно-исследовательский институт картофельного хозяйства имени А. Г. Лорха» был преобразован в ФГБНУ «ФИЦ картофеля имени А. Г. Лорха», к которому были присоединены на правах филиалов следующие научно-исследовательские институты:
- Ленинградский научно-исследовательский институт сельского хозяйства «Белогорка» (ЛенНИИСХ «Белогорка») (Ленинградская обл.)
- Калужский научно-исследовательский институт сельского хозяйства (Калужская обл.)
- Костромской научно-исследовательский институт сельского хозяйства (Костромская обл.)

В течение 2021 года к ФГБНУ «ФИЦ картофеля имени А. Г. Лорха» были присоединены в качестве филиалов следующие научные институты и опытные станции:
- Всероссийский научно-исследовательский институт крахмала и переработки крахмалсодержащего сырья (ВНИИК) (Московская обл.)
- Опытная станция «Заречная» (Нижегородская обл.)
- Опытная станция «Котласская» (Архангельская обл.)

Распоряжением Правительства Российской Федерации от 30 июня 2022 г. № 1777-р Центр был передан из ведения Министерства науки и высшего образования Российской Федерации в ведение Министерства сельского хозяйства Российской Федерации

## Руководители ФИЦ картофеля имени А. Г. Лорха
- А. Г. Лорх (1920—1930);
- Б. В. Шестаков (1930—1931);
- В. Л. Зискинд (1931—1935);
- В. В. Арнаутов (1935—1946);
- И. Кукса (1947—1949);
- Н. Я. Чмора (1950—1958);
- Н. С. Бацанов (1958—1972);
- Б. А. Писарев (1973—1977; 1989—1995);
- А. И. Замотаев (1978—1988);
- А. В. Коршунов (1995—2004);
- Е. А. Симаков (2004—2014).

В настоящее время руководство ФГБНУ «ФИЦ картофеля имени А. Г. Лорха» осуществляет доктор сельскохозяйственных наук Жевора Сергей Валентинович.